# Christian Dietl
Christian Dietl (født 26. juli 1962 i Ebersberg, Tyskland) er en tysk-dansk bassist.
Han flyttede i 1963 efter faderens død til Danmark med sin mor, der er dansk, og sin storesøster. Han købte sin første guitar som niårig for penge, han havde tjent som børneskuespiller ved DR.
Efterhånden skiftede han guitaren ud med el-bas og blev undervist af Peter Danstrup og Bo Stief. Sidst i 1970'erne mødte han guitaristen Poul Halberg og fandt sammen med Frans Bak, Jan Glæsel og Hans Vagt. De dannede bandet Dagspressen.
I 1980 blev Christian Dietl medlem af bandet Sneakers og var fast bassist på albummene "Sneakers", "Sui-Sui", "Rou'let", "Katbeat" og opsamlingsalbum, ligesom han gennem 1980'erne turnerede med bandet. Efter opløsningen af Sneakers har Christian Dietl været bassist i Anne Linnet Band, i Alberte Windings band og Nanna Lüders' band samt i Ray Dee Ohh fra 1988 til 1991.
I 1986 medvirkede han desuden i filmen Flamberede hjerter.